# Port d'Osaka
Le port d'Osaka (大阪港, Ōsaka-kō) est l'un des principaux ports de commerce au Japon, situé à Osaka au sein de la baie d'Osaka.

## Galerie

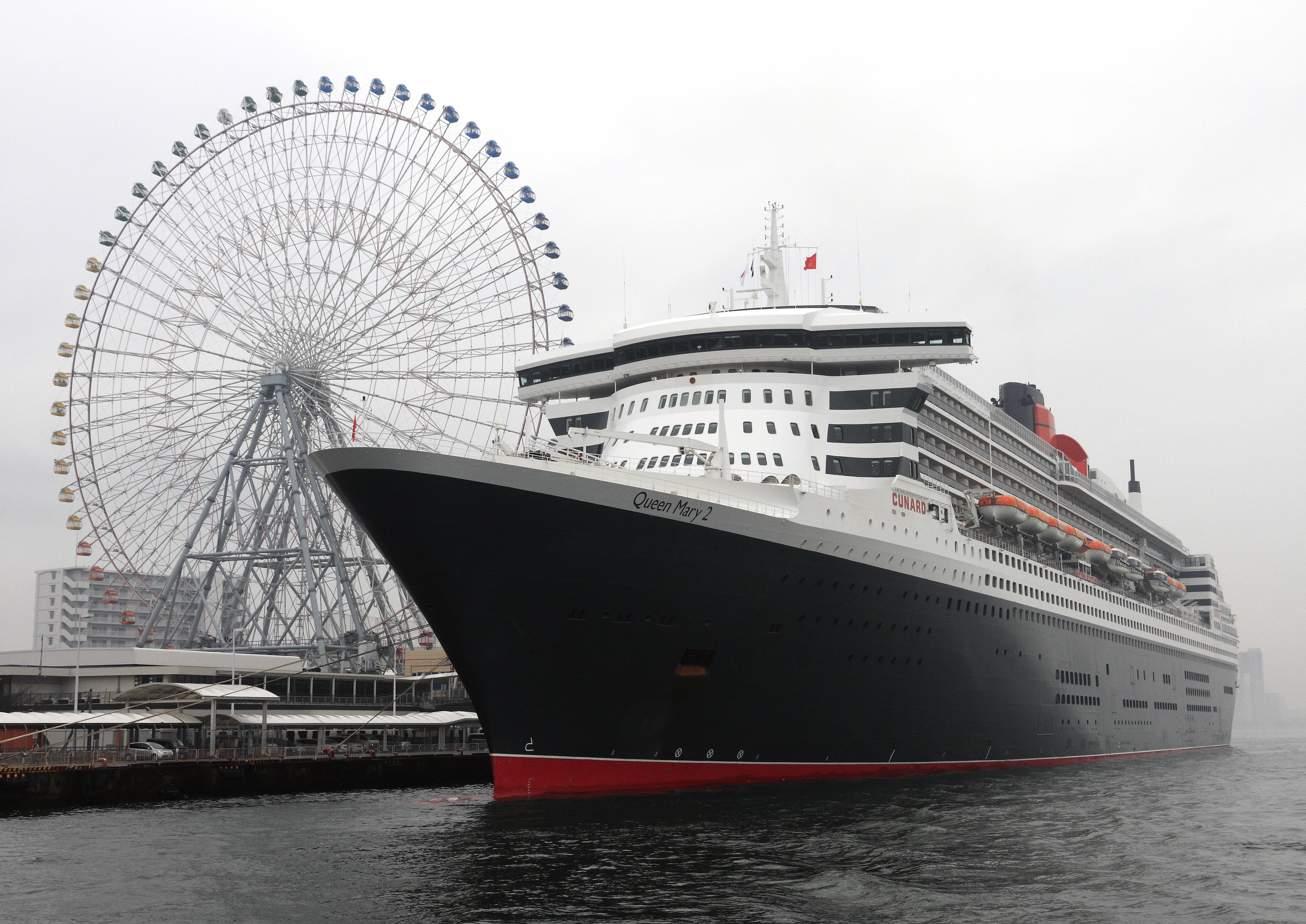
Queen Mary 2 à Osaka.
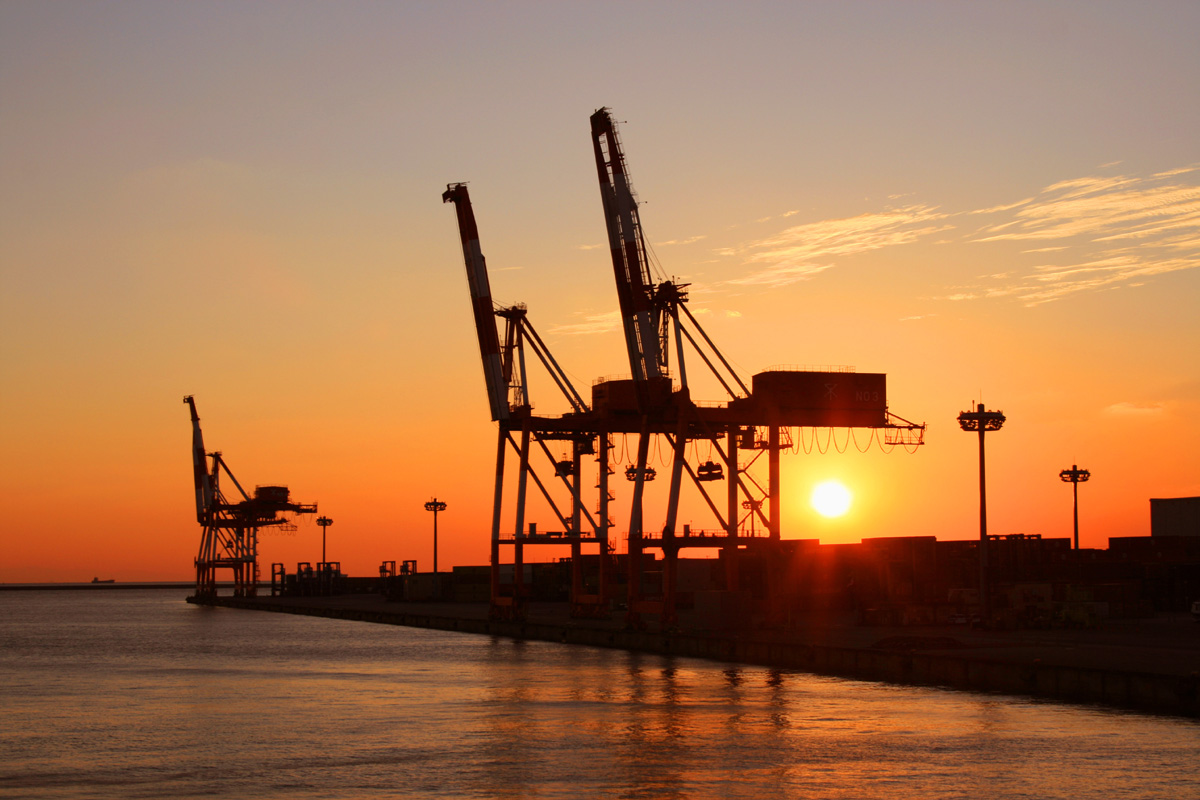
Port d'Osaka
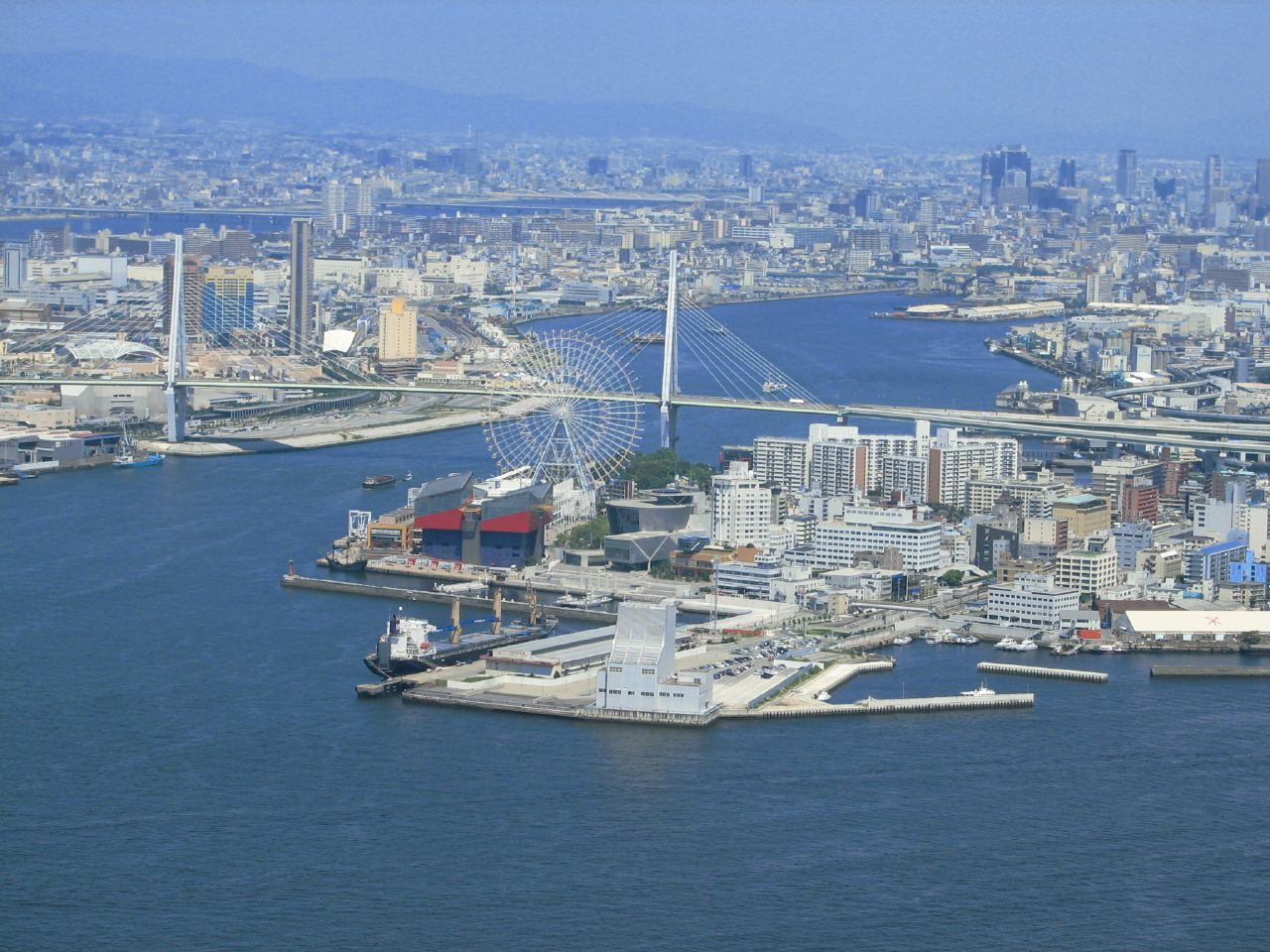
Côté Nord du port